# Хронемика
Хроне́мика — использование времени в невербальном коммуникационном процессе. Она исследует реакцию человека на временные рамки, а также то, каким образом при невербальной коммуникации происходит оценка времени и его распределение. 
Во всех культурах восприятие времени играет большую роль в процессе невербальной коммуникации. Восприятие времени включает в себя такие понятия, как пунктуальность, готовность ждать и взаимодействие. Использование времени влияет на стиль жизни, распорядок дня, темп речи, манеру передвигаться и готовность людей слушать.
Время является статусным индикатором. Например, в большинстве компаний начальник может прервать рабочий процесс в разгаре рабочего дня и провести незапланированную встречу, в то время как рядовому сотруднику фирмы о любых встречах необходимо договариваться с боссом заранее.
Представители разных культур и цивилизаций  по-разному воспринимают время, что отражается на способах осуществления коммуникации.
Все культуры могут быть разделены на монохронные и полихронные.

## Монохронная система времени
Монохронная система времени – это система времени, свойственная монохронным культурам. Она означает, что все дела делаются по очереди в течение определенного времени. Время четко сегментировано и разделено на мелкие блоки. Все происходит по расписанию, что делает управление временем максимально простым и понятным. Время – это прямолинейный путь, который ведет из прошлого в будущее. «Монохронный» человек может заниматься только одним видом деятельности в определенный отрезок времени.
К монохронным культурам можно отнести США, Германию, Великобританию, Южную Корею, Японию, Канаду, Швейцарию и скандинавские страны.

## Полихронная система времени
Полихронная система времени – это система, в которой несколько вещей можно делать одновременно. Время не разделено четко на мелкие блоки и формирование расписания носит более свободный характер.
В этих культурах гораздо меньшее внимание уделяется небольшим временным единицам. Представители этих культур придают большее значение отношениям, чем  тому отрезку времени, который они занимают. Если они с друзьями или с родственниками, то для них не существует понятие «поздно». Они обладают менее формальным восприятием времени. Они живут не по расписанию.  Представители культур, которые живут по полихронному времени, планируют многочисленные дела одновременно, поэтому они не могут придерживаться расписания.
К полихронным культурам можно отнести постсоветское пространство, Италию, Саудовскую Аравию, Египет, Мексику, Индию и другие.

## Основные различия между монохронными и полихронными культурами
| «Монохронные» люди                                     | «Полихронные» люди                                     |
| ------------------------------------------------------ | ------------------------------------------------------ |
| Выполнение одной задачи за другой (последовательность) | Выполнение многих задач одновременно (многозадачность) |
| Высокая концентрация                                   | Высокое отвлечение                                     |
| Встречи воспринимаются серьезно                        | Даты не имеют значения                                 |
| Ориентация на планы                                    | Планы не имеют никакого значения                       |
| Избегают помех других людей                            | Помехи других людей принимаются на вооружение          |
| Высокая пунктуальность                                 | Низкая пунктуальность (Опоздания)                      |
| Методическая работа                                    | Терпение легко теряется                                |

### Сокультурные перспективы времени
Столкновение между монохронным и полихронным восприятиями времени может происходить при взаимодействии представителей разных культур. Однако подобные проблемы могут возникнуть и внутри единой культуры. Гавайская культура представляет собой пример того, как сокультуры могут столкнуться. Существуют две системы времени на Гавайях. Полинезийцы пользуются обеими: системой хаоли и гавайской системой. Когда вы слышите, что кто-то говорит «Увидимся в 2:00  по времени хаоли», это означает, что они вас ждут точно 2:00. Но если кто-то сказал «Я буду там в 2:00 по гавайскому времени», то сообщение имеет совершенно другое значение. Это связано с тем, что гавайское время является необязательным и в основном означает «когда я туда попаду». Среди коренных народов США такое же расслабленное отношение к пунктуальности  является доминирующим. Фразу «Мы работаем по индейскому время, как обычно», можно услышать на многих общественных мероприятиях. Представители старших поколений успокаивают и с уверенностью говорят, что всему своё время, как бы намекая, что для всего есть причина, даже если она не является очевидной на данный момент. Кроме того, для людей, родившихся в Индии (полихронной стране), но живущих в монохромной (например,  США), является нормальным шутить о своих вольных полихронных привычках.

## Ориентация во времени
Восприятие индивидом времени и осознание роли времени – это то, чему можно научиться. По мнению А. Гонсалеса и Ф. Зимбардо, «каждый ребенок изучает ту временную перспективу, которая соответствует ценностям и нуждам общества, в котором он находится».
Есть четыре базовых психологических направления во времени:
1. Прошлое
2. Временная шкала/график
3. Настоящее
4. Будущее

Каждое направление влияет на структуру, содержание и актуальность коммуникации.
- Люди, ориентирующиеся на прошлое, имеют проблемы с определением времени.  Они часто путают  прошедшие и текущие события.
- Люди, чья когнитивность характеризуется   следованием определенному временному графику, обычно ориентируются на детали и мыслят линейно. Они испытывают трудности в процессе осмысления нескольких событий, происходящих одновременно.
- Люди с временной ориентацией на настоящее в основном характеризуются как искатели удовольствий. Они живут сегодняшним днем и имеют очень высокую склонность к риску.
- Людей, нацеленных на будущее, обычно характеризуют как целеустремленных личностей, которые видят любую ситуацию намного лучше, чем человек с любой другой временной ориентацией.

Использование времени как канала коммуникации может быть действенным, очень изощренным инструментом в процессе межличностных взаимодействий.
Время активно используется в следующих типах взаимодействия:
- Регулирующее взаимодействие – применяется во время процесса коммуникации, в частности при определении того, чей коммуникативный ход будет следующим. Если спикер открывает пространство для того, чтобы услышать реакцию на сообщение, он останавливается. Если ему это не нужно, то он продолжает говорить быстро с минимальными паузами (Капелла, 1985)
- Выражение более тесного контакта – когда отношения становятся более близкими, происходят определенные изменения, чтобы показать статус новой фазы отношений. Увеличивается время, которое тратится на взгляды друг на друга, на планирование будущего, в котором они буду проводить много времени вместе, да и вообще люди проводят больше времени друг с другом и тратят больше времени, делая что-то друг для друга[3]
- Управление эмоциями – эмоциональная вспышка может стать причиной более сильной эмоциональной реакции, начиная радостью и заканчивая горем или даже нарушением духовного равновесия. Например, негативным эффектом обладают уменьшение зрительного контакта между людьми и неловкие паузы во время беседы. Когда это происходит, люди пытаются ослабить любую негативную эмоцию, а затем сфокусироваться на позитивной[4]
- Вызов эмоций – время может использоваться для вызова эмоций в процессе межличностного общения как передатчик ценности отношений. Например, если человек, с которым у вас близкие отношения, опаздывает, то вы это не примете на свой счет. Однако если это незнакомый вам человек, то его неуважение к вашему времени может вызвать негативную эмоцию, когда этот человек придет.
- Установка целей и фасилитация – профессиональные установки иногда проявляются в процессе межличностной коммуникации. Например, социальные нормы, которые говорят о том, чтобы соприкосновения с незнакомцем должны быть минимальными, являются абсолютно противоположными, если один из пары – доктор, а все это происходит в больнице.

### Ориентация во времени и потребители
Ориентация во времени также показывает, как люди реагируют на рекламу. Мартин, Гнот и Стронг (2009) обнаружили, что потребители, ориентированные на будущее, наиболее благоприятно реагируют на рекламу продуктов, которые будут выпущены в далеком будущем и на рекламу, в которой описываются первичные характеристики товара. Напротив, люди с ориентацией на настоящее время предпочитают рекламу товаров, которые уже скоро поступят в продажу, а также вторичные характеристики товара первичным. Отношение потребителей измерялось степенью полезности воспринятой информации о характеристиках продукта.

## Хронемика: культура и дипломатия

### Как влияет принадлежность к определенной культуре на ориентацию во времени
Так как монохронная и полихронная культуры имеют разные системы восприятия времени, понимание временной системы конкретной страны помогает во время дипломатических переговоров. Например, для американцев завтра является более важным. Они целиком и полностью смотрят в будущее (Кохен, 2004, стр.35). Ориентация на будущее  связана с постоянным решением неотложных вопросов и поиском ответов на новые вызовы. Не все полихронные культуры ориентированы на будущее, есть и те, которые ориентируются на прошлое.
Согласно Э.Холлу, время является важным показателем темпа жизни и ритма деятельности, которые характерны для различных культур. Культура использования времени является одним из главных организующих факторов жизни и коммуникации. Именно с помощью времени люди выражают свои чувства, делают акцент на значении своих поступков и действий.
Восприятие времени часто является источником разногласий в дипломатических ситуациях. Торговые переговорщики отмечают, что американцы обычно больше волнуются в процессе заключения договора, потому что они всегда спешат и ориентированы на решение проблем. Другими словами, они нацелены на скорейшее решение проблемы - «какое-то решение лучше никакого» (Кохен, 2004, стр.114). Подобные наблюдения можно сделать и в ходе американско-японских отношений.  Отмечая разницу в восприятии времени между двумя странами, бывший посол США в Японии говорит: «Мы слишком быстрые, они слишком медленные» (Кохен, 2004, стр.118).

### Влияние хронемики на глобальные процессы коммуникации
Существуют разные часовые пояса, и существует разное восприятие времени. И первое, и второе влияет на международную коммуникационную ситуацию. Гонсалес и Зимбардо в работах о восприятии времени отмечают: «Ничто не влияет на то, как мы думаем, и на то, как взаимодействуют между собой представители разных культур, так сильно, как разный подход к восприятию времени, то есть то, как мы делим время на прошлое, настоящее и будущее (Герреро, ДеВито&Хечт, 1999, стр.227).
Происхождение человека определяет, правят ли временем часы или жизнь идет по правилу «всему своё время». Для достижения успеха необходимо понимать культурные различия, традиции и коммуникационные стили.
Монохронный подход к переговорам – прямой, линейный, характерен для низкоконтекстуальных культур. Подход низкоконтекстуальных культур к дипломатии заключается в использовании свойственного юристам подхода, основанного на аргументах, четких идее и миссии, а также плану развития процесса. Представители монохронных культур уделяют больше внимания времени, срокам и расписанию, быстро выходят из себя  и хотят максимально быстро решить все вопросы.
Полихронные культуры подходят к дипломатическим ситуациям, не уделяя большого внимания времени. Им не важно, сколько времени будет потрачено, важнее – построить крепкие отношения. Коллективистская культура является высококонтекстуальной. Представители высококонтекстуальной культуры уделяют большое значение невербальной коммуникации. Хронемика является одним из невербальных каналов коммуникации, и их отношение ко времени демонстрирует их восприятие времени. Они не смотрят на время, а обсуждают широкомасштабные темы до того, как перейти к деталям переговоров. Для них не является важным приход к соглашению до определенного времени. Важнее, каким будет результат, то, как он будет выглядеть, чтобы не ударить лицом в грязь. Это является нормой для коллективистской культуры.
Понимание этих различий способствуют улучшению процесса межкультурной коммуникации.

## Хронемика и власть на работе
Время имеет прямое отношение к власти. Хотя обычно власть характеризуют как возможность влиять на людей, власть также связана с превосходством и статусом.
На работе управляющий персонал очень ценит время. Их отношение ко времени в корне отличается от тех, кто находится ниже по карьерной лестнице. Андерсон и Боумен привели 3 примера того, как хронемика и власть связаны на работе.
- Время ожидания

Исследователи Инсел и Линдгрен утверждают, что если человек заставляет ждать того, кто находится на более низкой позиции, это является примером демонстрации превосходства. Если же человек ждет другого, то значит, у того есть над ним власть. Это показывает, что время ожидающего менее ценно, чем время ожидаемого. Если ты опаздываешь на встречу к боссу, то это может быть невербальным показателем того, что ты его не уважаешь.
- Время на разговоры

Существует прямая связь между властью индивида в компании и процессом общения. Процесс общения подразумевает его длину, последовательность «выступлений», определение того, кто начинает и заканчивает диалог. Те, кто обладает большей властью, обычно говорят чаще и больше. Встреча руководства с сотрудниками это подтверждает. Руководство ведет собрание, задает вопросы и обладает правом говорить долго без остановки. Последовательность обмена фразами во время общения также связана с властью. Социолог Нэнси Хенлей отмечает, что подчиненные обычно соглашаются с начальством, именно поэтому они его не перебивают. Время, которое занимает ответ, тоже связано с этим. Если руководитель говорит, сколько хочет, то ответ подчиненного во времени ограничен. Альберт Мехрабиан отмечает, что девиантная форма этого явления может привести к негативному восприятию начальством подчиненных. Начало и конец коммуникативного процесса на работе также определяется стоящими выше по должности.
- Рабочее время

Вряд ли вы увидите президента или менеджера высшего звена, нажимающего на кнопку будильника. Их время настолько ценно, что оно контролируется ими самими, в то время как время подчиненных часто контролируется руководителями. Если у подчиненного есть четко определенный график, то график начальника является гибким. Это не значит, что он работает меньше. График является менее структурированным, поэтому он отличается от традиционного рабочего дня. Согласно исследованию, опубликованному Баллардом и Шейболдом, расписание показывает, на сколько формализованы последовательность и длительность мероприятий. Индивиды с более высоким статусом имеют очень четкое и формальное расписание, которое показывает, что их время разделено на конкретные блоки. В расписании четко указаны время, место и специфика каждого события.